# Kanton Vabre
Der Kanton Vabre war bis 2015 ein französischer Kanton des Arrondissements Castres, im Département Tarn der Region Midi-Pyrénées. Hauptort war Vabre. Vertreter im Generalrat des Départements war zuletzt von 2008 bis 2015 Jacques Pagès (DVG).
Der Kanton war 181,12 km² groß und hatte 2.239 Einwohner, was einer Bevölkerungsdichte von 12 Einw./km² entsprach (Stand 1. Jan. 2012). Im Mittel lag er 543 Meter über Normalnull, zwischen 274 und 931 Meter. 

## Gemeinden
Der bestand aus folgenden sechs Gemeinden:
| Gemeinde                | Einwohner Jahr | Fläche km² | Bevölkerungsdichte | Code INSEE | Postleitzahl |
| ----------------------- | -------------- | ---------- | ------------------ | ---------- | ------------ |
| Ferrières               | 134 (2013)     | 11,85      | 11 Einw./km²       | 81091      | 81260        |
| Lacaze                  | 298 (2013)     | 46,16      | 6 Einw./km²        | 81125      | 81330        |
| Le Masnau-Massuguiès    | 282 (2013)     | 47,63      | 6 Einw./km²        | 81158      | 81530        |
| Saint-Pierre-de-Trivisy | 634 (2013)     | 36,09      | 18 Einw./km²       | 81267      | 81330        |
| Saint-Salvi-de-Carcavès | 76 (2013)      | 10,96      | 7 Einw./km²        | 81268      | 81530        |
| Vabre                   | 803 (2013)     | 28,43      | 28 Einw./km²       | 81305      | 81330        |